# Ostroróg II
Ostroróg II – polski herb szlachecki, odmiana herbu szlacheckiego Nałęcz.

## Opis herbu
W polu złotym dwa orły czarne o orężu złotym, w pas.
Herb posiada dwa hełmy. Klejnot na pierwszym: Orzeł jak w godle, w lewo. Klejnot na drugim: panna w sukni czerwonej, z nałęczką na głowie, między dwoma rogami jelenimi, których się trzyma.
Labry: Na hełmie prawym - czarne, podbite złotem, na hełmie lewym - czerwone, podbite srebrem.
Zatem jedyne co ma ten herb wspólnego z Nałęczem, to klejnot na lewym hełmie.

## Herbowni
Ostroróg.